# إقليم بنسليمان
إقليم بنسليمان هو أحد الأقاليم المغربية. ينتمي إلى جهة الدار البيضاء سطات منذ 2015، ويوجد في وسط البلاد شرقي عمالة الدار البيضاء. هذا الإقليم يأوي 274775 ساكنا حسب إحصاء سنة 2024. يضم الإقليم 15 جماعة ترابية.

## التقسيم الإداري

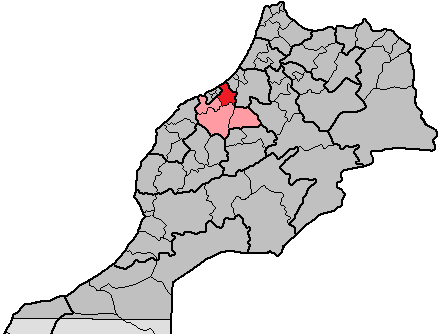

يضم إقليم بنسليمان جماعتين ذات طابع حضري  و13 جماعة ذات طابع قروي:

### الجماعات ذات الطابع الحضري
1. بنسليمان
2. بوزنيقة

### الجماعات ذات الطابع القروي
1. أحلاف
2. سيدي بطاش
3. عين تيزغة
4. فضالات
5. مليلة
6. موالين الواد
7. أولاد علي الطوالع
8. أولاد يحيى لوطا
9. الرداندة أولاد مالك
10. زيايدة
11. بئر النصر
12. المنصوزية
13. الشراط

## البنية التحتية
تضم بنسليمان شبكة طرق تمتد على طول 778.8 كم ، مقسمة بين الطرق الإقليمية والمحلية والوطنية. [بحاجة لمصدر]

## السياحـة

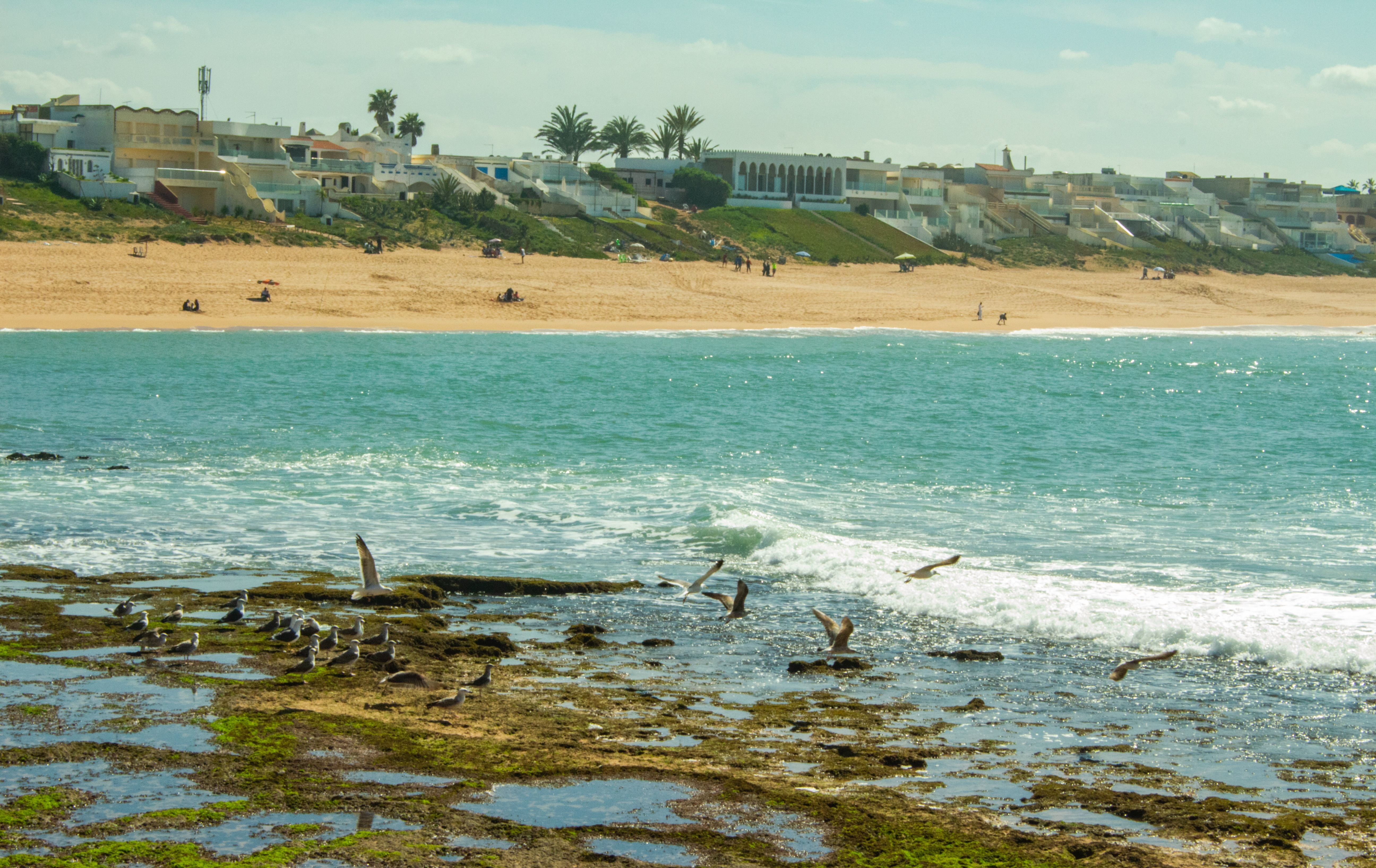
شاطئ بوزنيقة بإقليم بنسليمان

يتميز إقليم بنسليمان بتنوع طبيعي يجله وجهة سياحية في المنطقة:
- الغابات : تمتد على مساحة 000 57 هكتار توفر أنشطة رياضية مثل المشي والفروسية والعدو وألعاب القوى والتسلق والتنزه.
- الشواطئ : على مسافة 35 كلم كشواطئ بوزنيقة وداهومي والصنوبر
- المناطق الترفيهية : قصبة بوزنيقة وبُحيرة سد وادي المالح وضفاف وادي نفيفيخ ومنتزهات عين القصب وعين الداخلة.

## معرض الصور

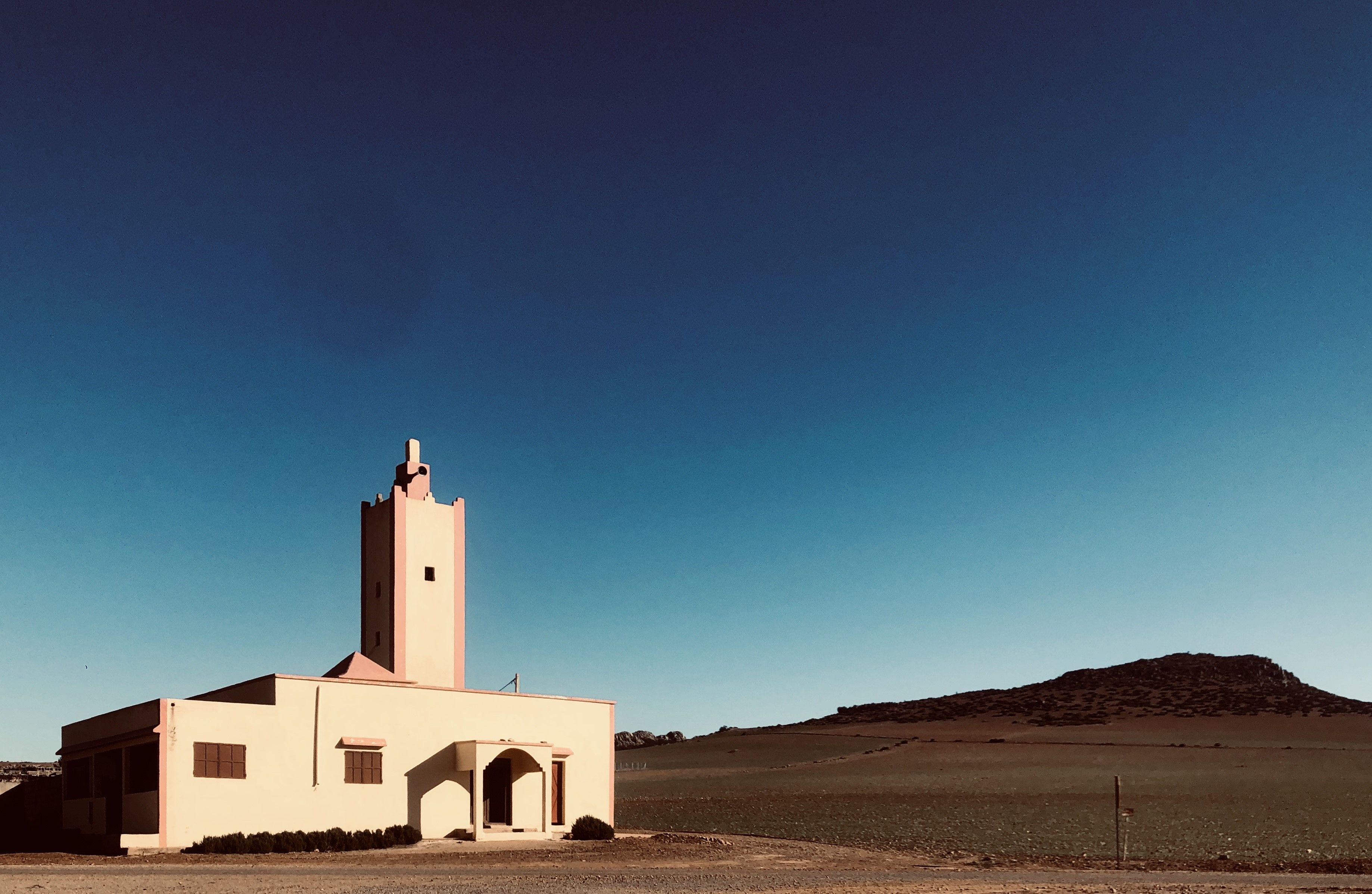
مسجد بعين تيزغة
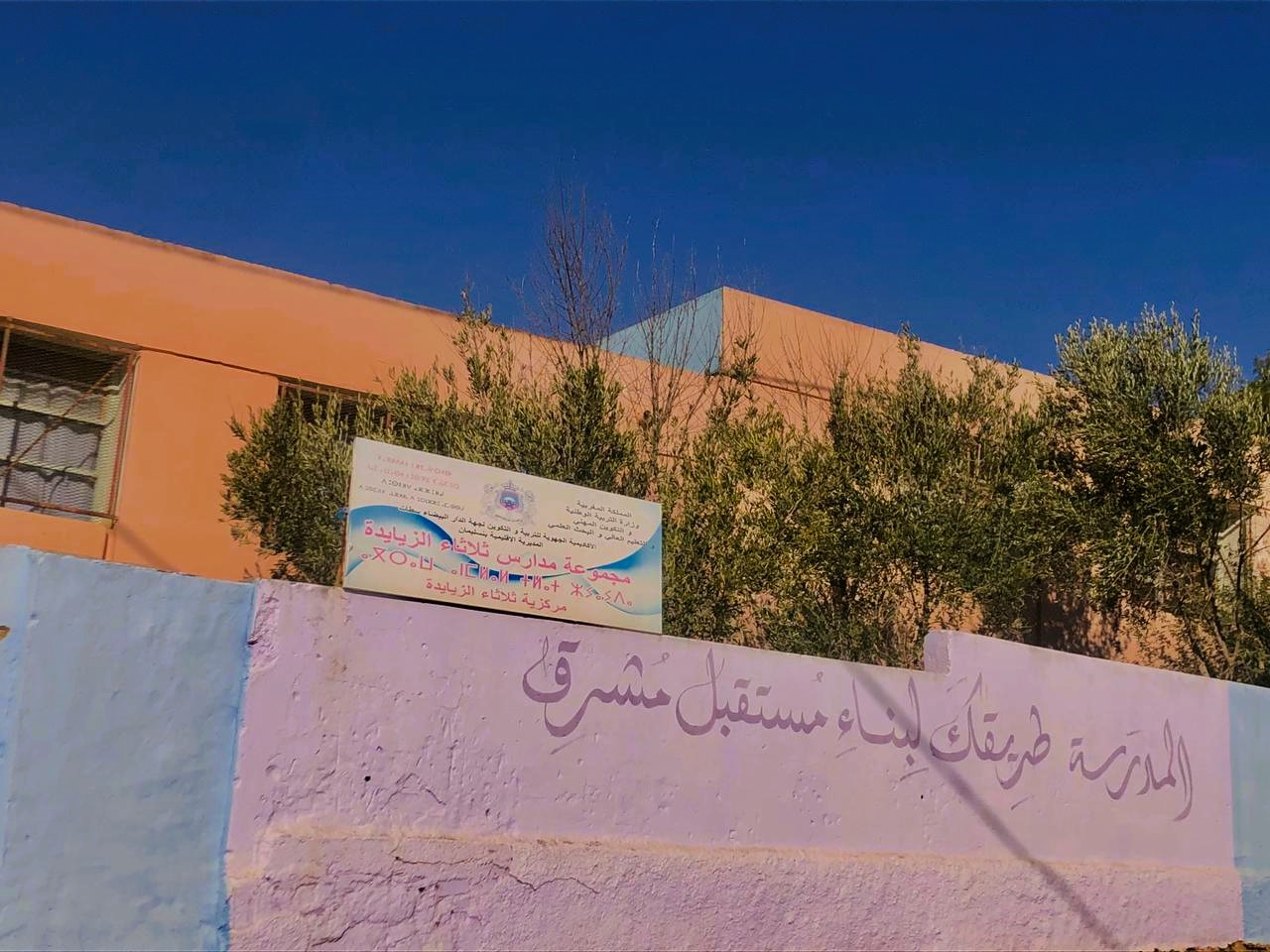
مجموعة مدارس ثلاثاء الزيايدة بجماعة الزيايدة
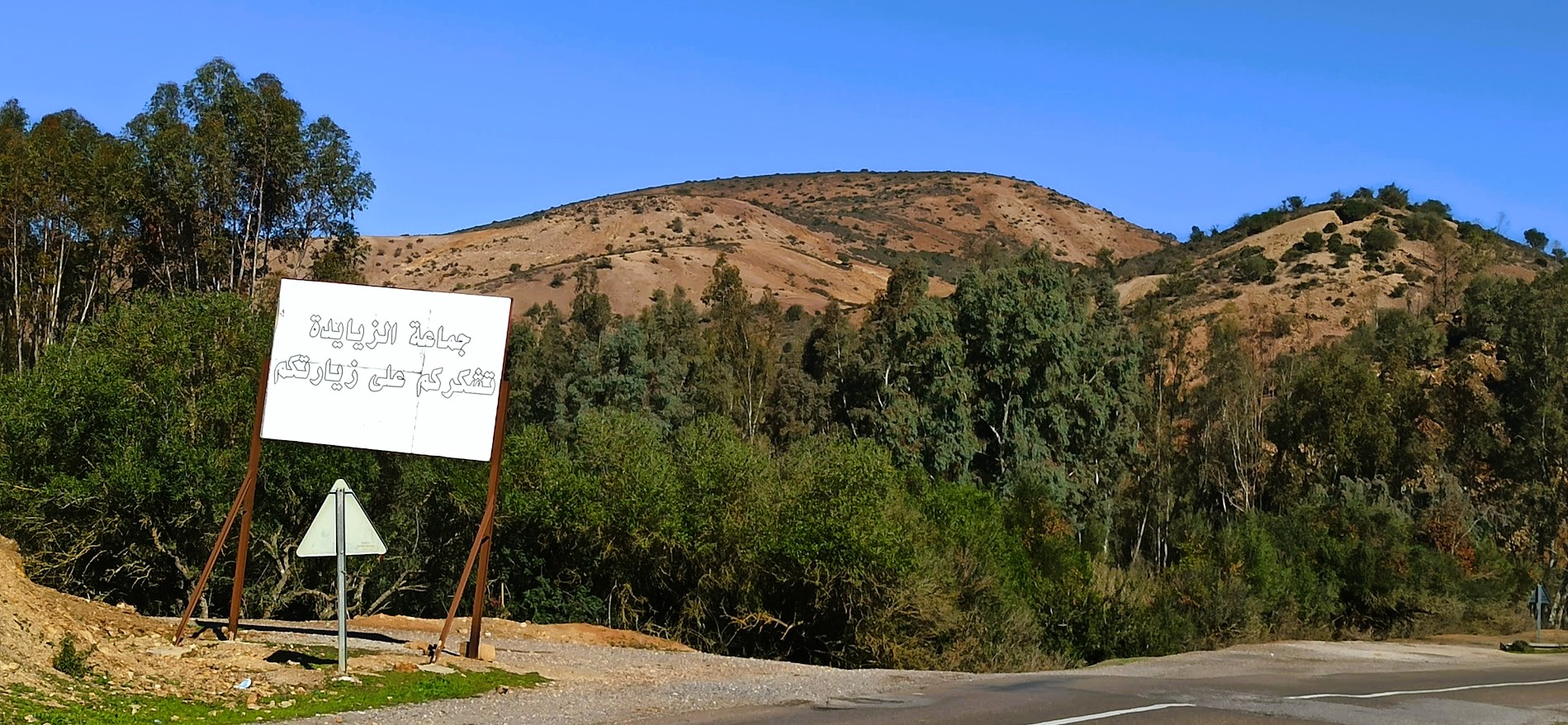
حدود جماعة الزيايدة
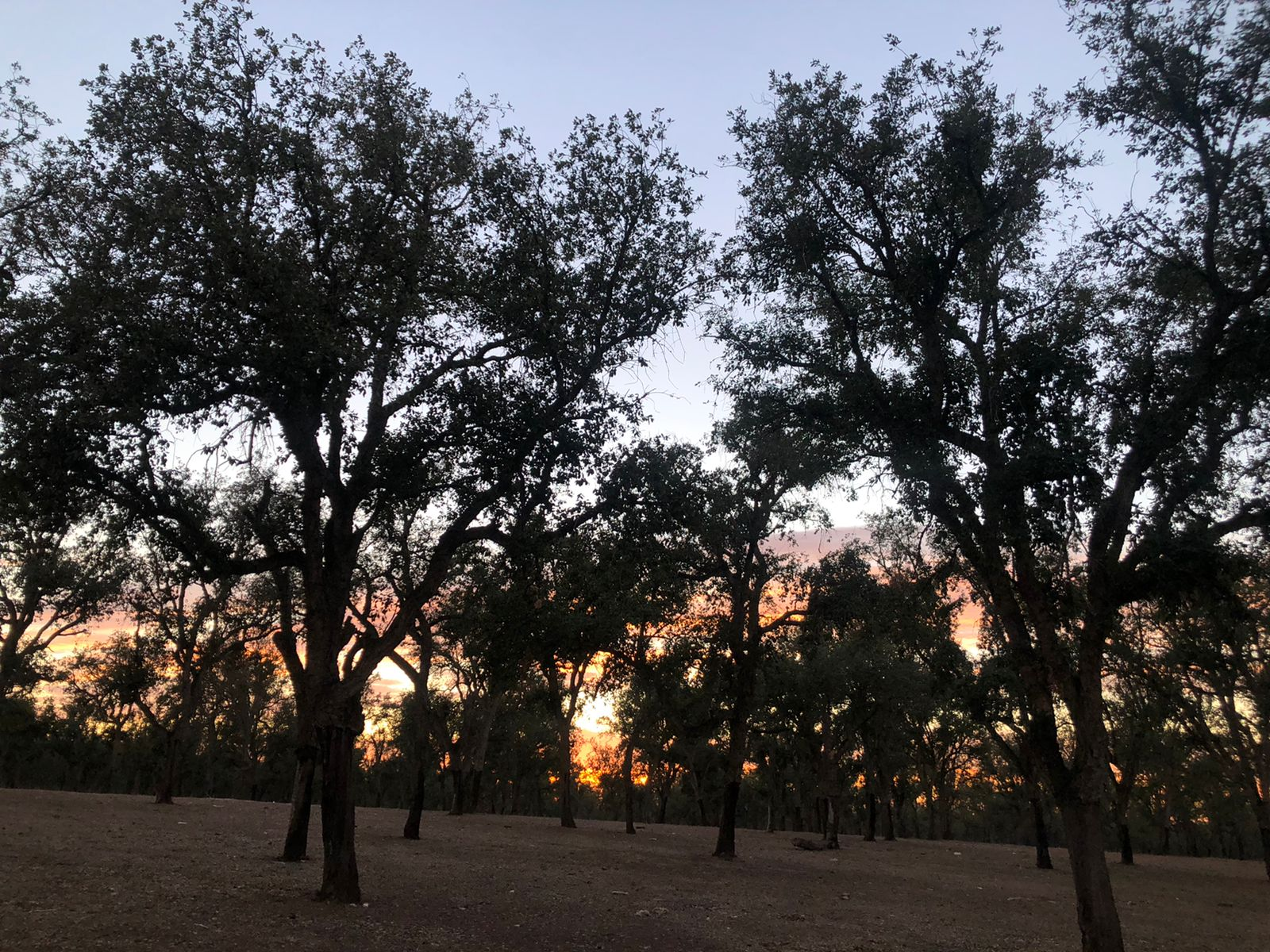
غابة سيدي بطاش
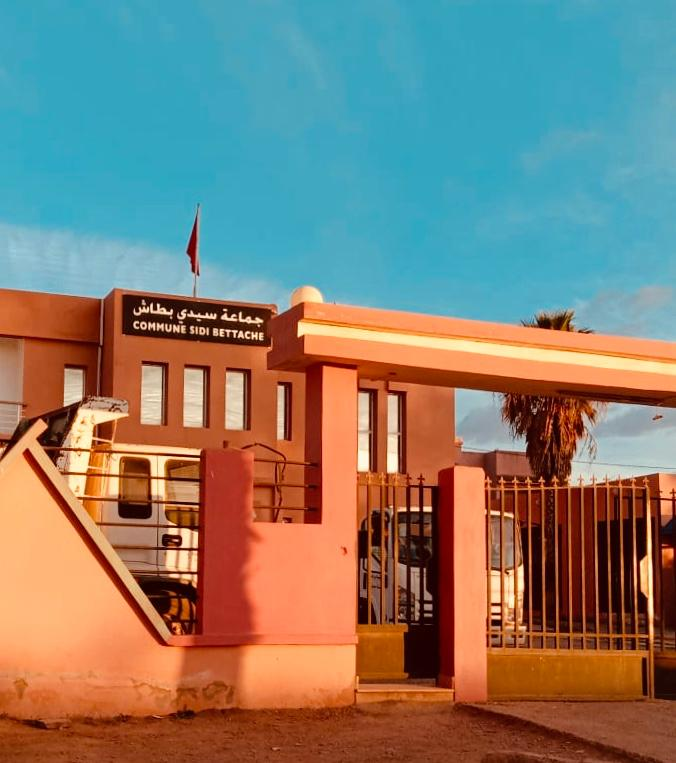
جماعة سيدي بطاش
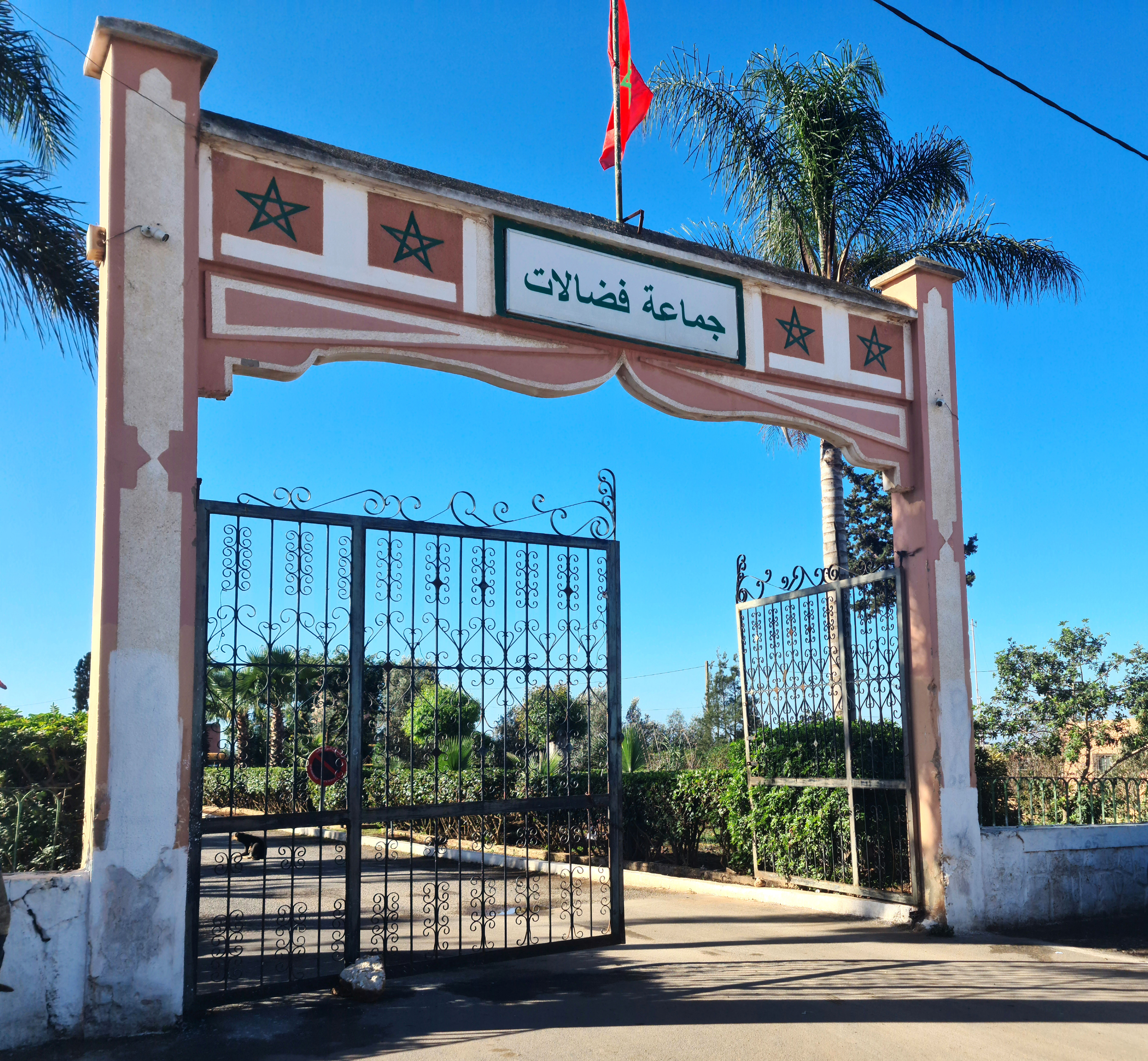
جماعة فضالات
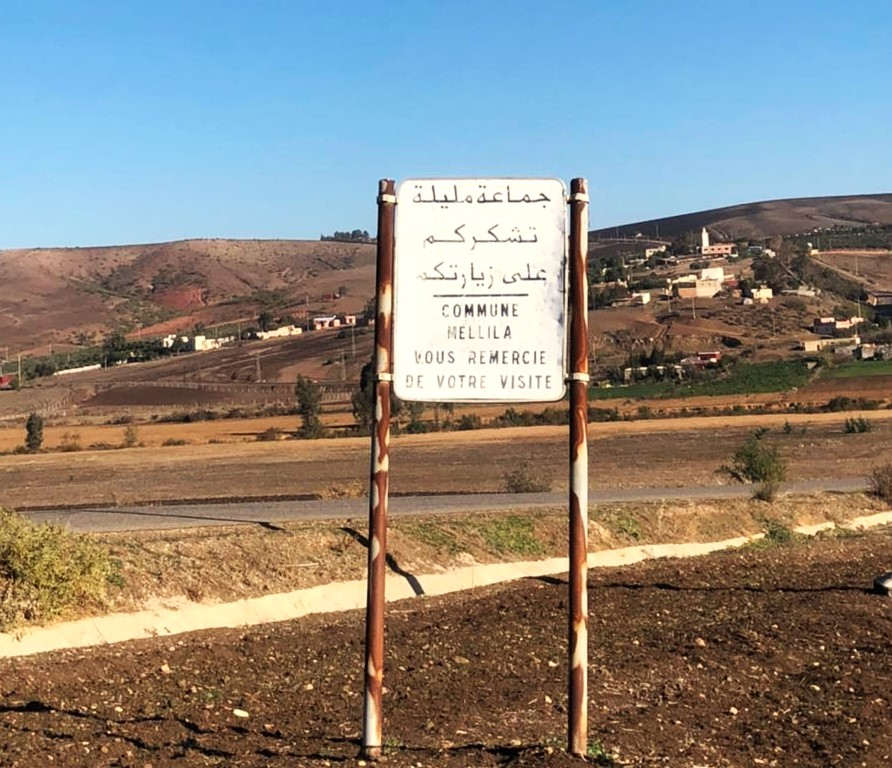
مليلة
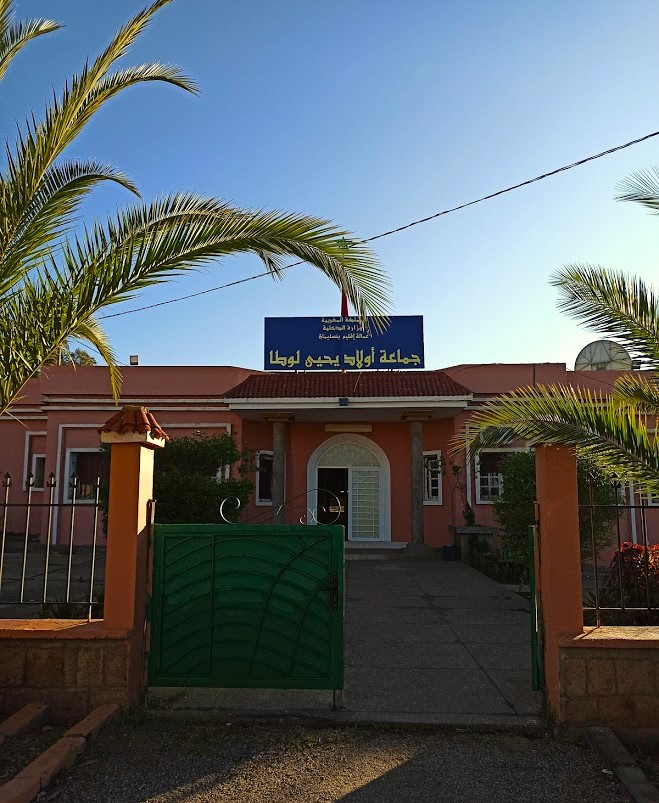
جماعة اولاد يحيى لوطا
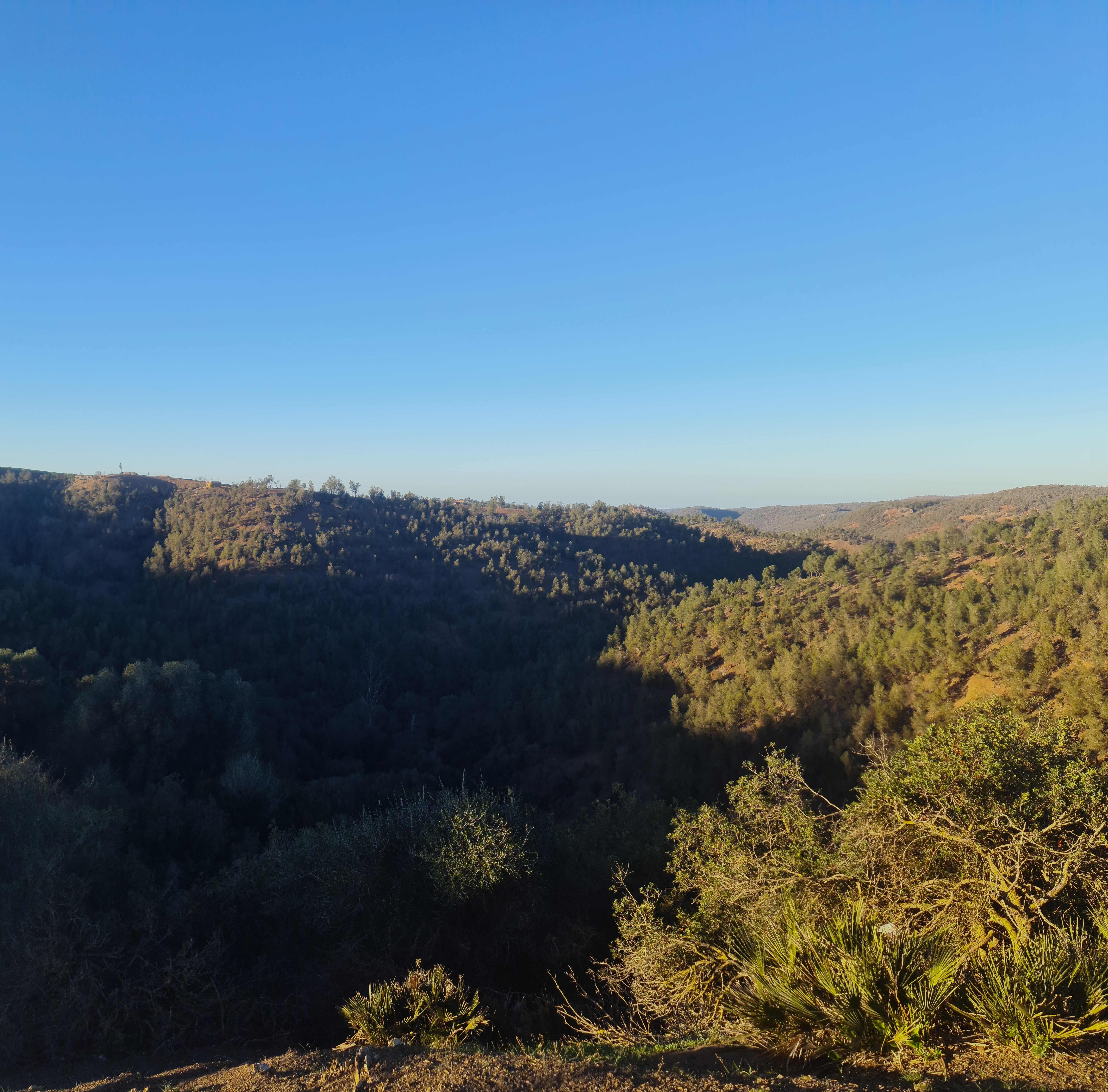
غابة عين القصب
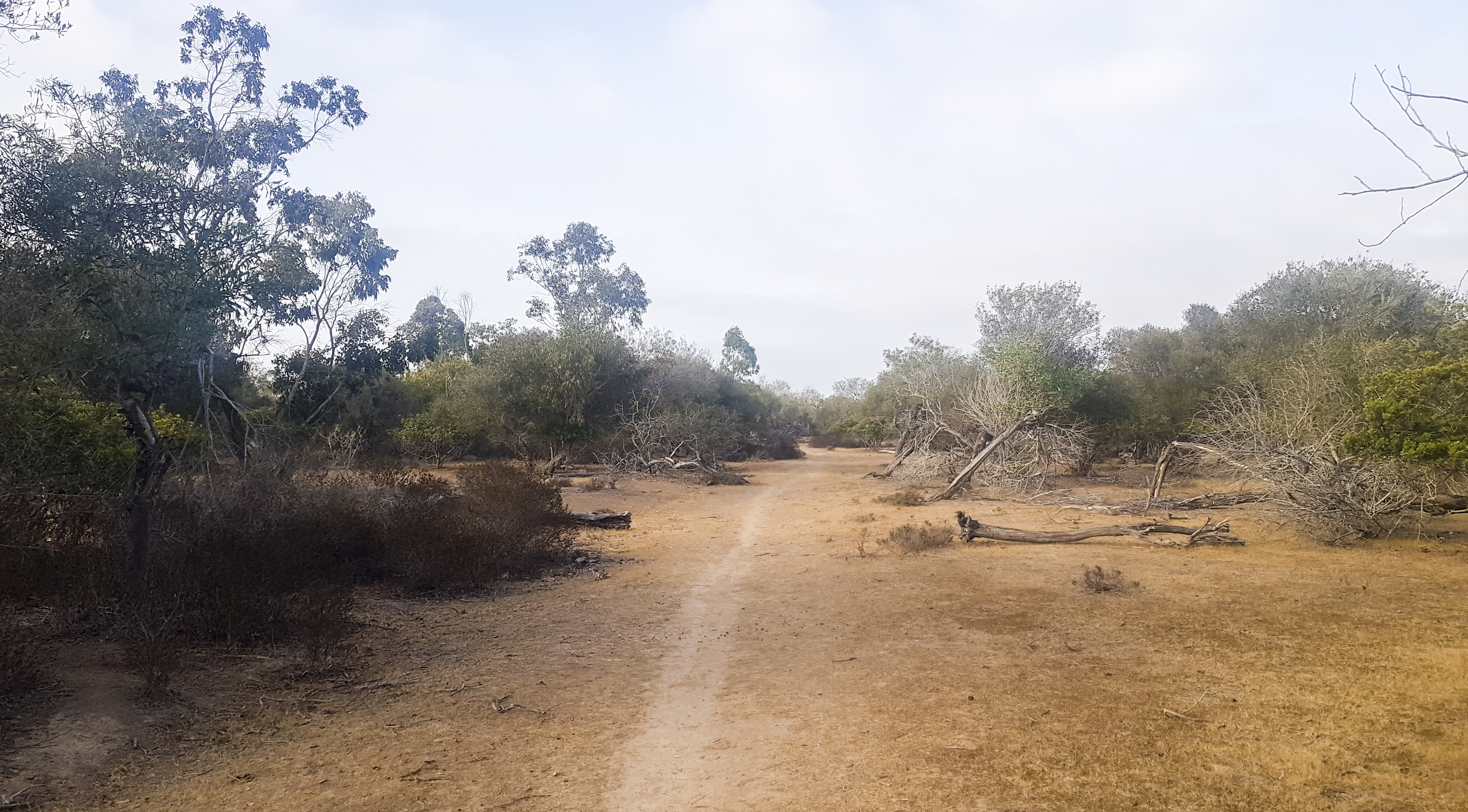
غابة بجماعة بوزنيقة.

## مصدر
1. ↑  المندوبية السامية للتخطيط (المحرر)، الإحصاء العام للسكان والسكنى لسنة 2024 (ط. 7th)، QID:Q109658514
2. ↑  GeoNames (بالإنجليزية), 2005, QID:Q830106
3. ↑   https://www.iso.org/obp/ui/#iso:code:3166:MA. {{استشهاد ويب}}: |url= بحاجة لعنوان (مساعدة) والوسيط |title= غير موجود أو فارغ (من ويكي بيانات) (مساعدة)
4. 1 2  "Résultats RGPH 2024". resultats2024.rgphapps.ma. اطلع عليه بتاريخ 2025-03-25.
5. ↑  "بنسليمان | Centre Régional d'Investissement de Casablanca-Settat". casainvest.ma. مؤرشف من الأصل في 2024-08-08. اطلع عليه بتاريخ 2024-08-08.